# Iruraiz-Gauna
Iruraiz-Gauna es un municipio español situado en la parte suroccidental de la Cuadrilla de Salvatierra, en la provincia de Álava, comunidad autónoma del País Vasco.

## Geografía
Cuenta con una extensión de 47,1 km² y una población de 509 habitantes (2015). Se sitúa en la parte nororiental de Álava dentro de la llanura agrícola conocida como Llanada Alavesa y de la Cuadrilla de Salvatierra. La sede del ayuntamiento, Acilu, se sitúa a 18 kilómetros de Vitoria.
Iruraiz-Gauna se sitúa al sur de la Autovía del Norte, que atraviesa el término municipal entre los pK 371 y 375. El municipio no forma una unidad geográfica compacta, sino que son pequeñas «islas» que se hallan entremezcladas entre sí con los municipios de San Millán, Alegría de Álava, Elburgo y Vitoria. Al sur del municipio se alza un frente montañoso que forman las sierras de Encía e Iturrieta, pertenecientes a los Montes de Vitoria. La cota elevada más conocida es Itxogana, de 1062 m, aunque otras zonas montañosas más orientales superan los 1100 m. Esta alineación montañosa, junto a la que se alza al norte, forma la divisoria de aguas cantábrico-mediterránea. Pequeños afluentes del río Zadorra  atraviesan el municipio de este a oeste. El concejo de Acilu se alza a 630 m sobre el nivel del mar.
El enclave más grande y más oriental comprende los pueblos de Alaiza, Guereñu, Ezquerecocha, Gaceo, Langarica y Arrieta. Los límites de este enclave son al norte y noroeste con el municipio de Barrundia, al este con Salvatierra, al sur con Arraya-Maestu y al oeste con Alegría de Álava y una parte del municipio de San Millán. El concejo de Jáuregui está rodeado por este, oeste y norte por territorio de San Millán, mientras que por el sur limita con Arraya-Maestu. La capital del municipio, Acilu, forma un pequeño enclave entre San Millán y Alegría de Álava. Gauna forma también otro enclave que limita al este con San Millán y al norte y oeste con Alegría de Álava. Erenchun limita al este y oeste con Alegría de Álava y por el noroeste con Elburgo. Finalmente, Trocóniz es el más occidental de los enclaves y está situado entre Elburgo y Vitoria.
Forma parte del concejo el despoblado de Uribel.
Gentilicios

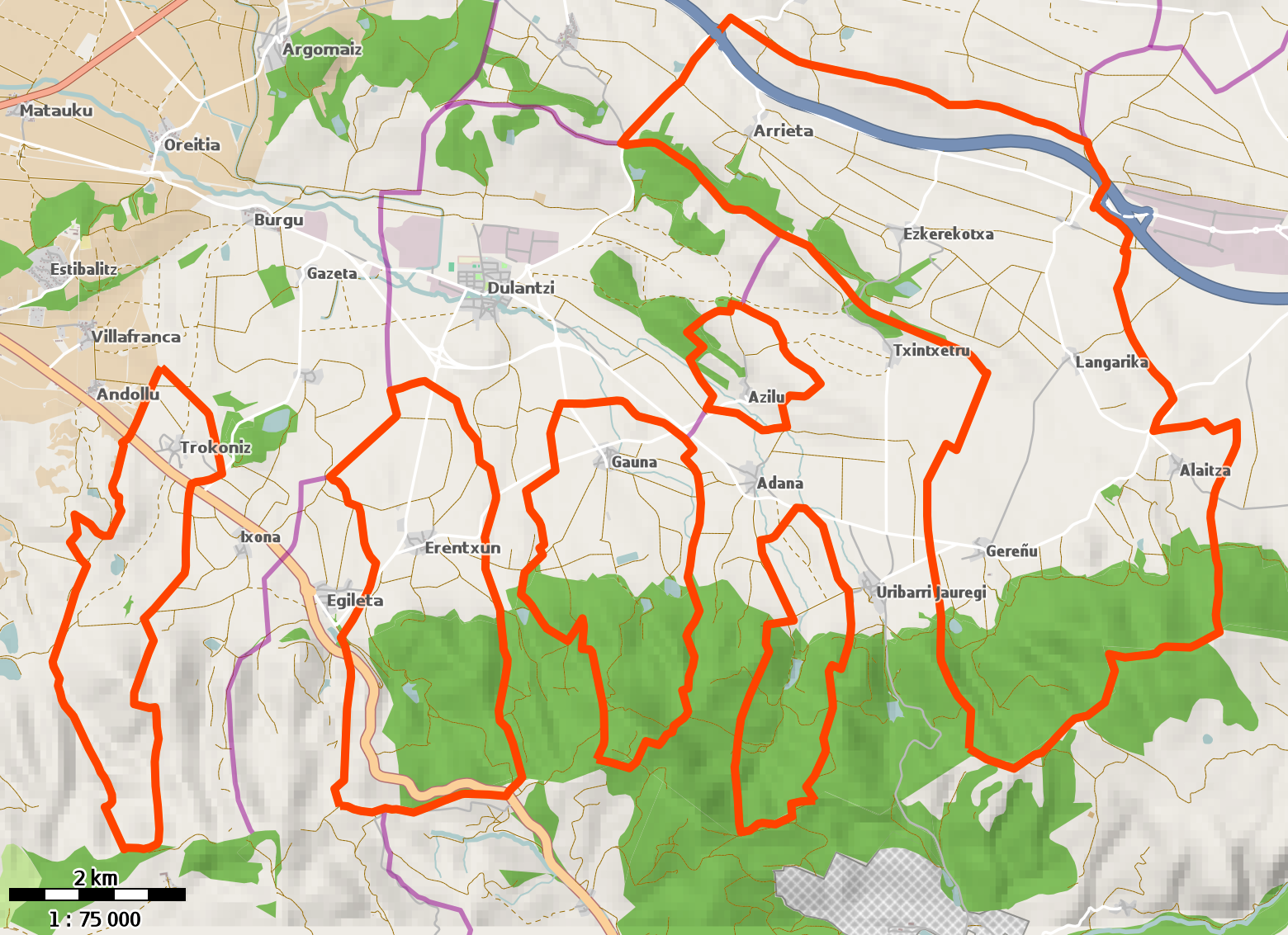
Mapa municipal de Iruraiz-Gauna

Apodos de los pueblos de Iruraiz-Gauna
- Acilu: Cileros
- Alaiza: Puercos
- Arrieta: Txindurri
- Erenchun: Chofleros
- Ezquerecocha: Zarrapos
- Gaceo: Gorrinos
- Gauna: Acuquerras
- Guereñu: Carduños
- Jáuregui: Londinenses
- Langarica: Poderosos
- Trocóniz: Golosos

## Historia
El municipio nació el 29 de diciembre de 1966 por la fusión de los municipios de Iruraiz y Gauna.
El antecedente histórico del municipio es la Hermandad de Iruraiz, que estaba compuesta por 18 pueblos; los 11 que componen actualmente el municipio, además de Alegría, Luscando, Elburgo, Arbulo, Argomániz, Gaceta, Añúa y Eguileta.
El municipio de Iruraiz-Gauna se constituye oficialmente el 5 de febrero de 1967.
Enmarcada en la Historia general de Álava surge de la Hermandad de Iruraiz. Las Hermandades surgieron hacia el siglo XIII por necesidad de defensa contra el poder de la nobleza. En 1502 aparece la primera Acta de sus reuniones o Juntas Generales. En el primer cuarto del siglo XVI quedó constituida definitivamente la provincia de Álava, dividida en 6 Cuadrillas formadas por 52 Hermandades. En 1840 se creó la séptima Cuadrilla, tras la división de Vitoria.
Cabe señalar un hecho común para toda Álava: ningún rey tuvo señorío en esta tierra hasta la firma del primer pacto, en el año 1332, con el Rey de Castilla, Alfonso XI, entrega voluntariamente aceptada. Este pacto se firmó libre y voluntariamente con el rey, no con Castilla. Este matiz es fundamental para entender los fueros alaveses.
Álava fue la última provincia vasca en entregarse.
La Hermandad de Iruraiz. Estaba integrada por tres ayuntamientos (Alegría, Elburgo e Iruraiz) con un total de 21 localidades. En concreto:
- Ayuntamiento de Alegría: Alegría, Gauna, Erenchun, Eguileta y Alborcoin
- Ayuntamiento de Elburgo: Elburgo, Arbulo, Argomaniz, Gaceta, Añua y Uriarte.
- Ayuntamiento de Iruraiz o Acilu: Acilu, Jáuregui, Guereñu, Luzcando, Alaiza, Langarica, Gaceo, Arrieta, Ezquerecocha y Trocóniz.

La Hermandad de Iruraiz se reunía en Alegría. Se elegían los cargos de alcalde, procurador y escribano anualmente por orden riguroso de ayuntamientos. El procurador de la Hermandad la representa en las Juntas Generales de Álava y se encarga de cumplir los acuerdos de las Juntas de la Hermandad, lleva los asuntos de ordenación de montes, caminos y asuntos de beneficencia.
La Hermandad de Iruraiz: además de castigar a malhechores y bandolerismo, se encargaba del reparto de soldados para el servicio militar y bagajes, reparto de contribuciones, reglamento de mendicidad, ver las funciones de los cargos de la Hermandad y reparación de caminos.
La casa consistorial de Acilu fue construida hacia 1779. Sobre su puerta estuvo el Escudo del Duque del Infantado. Los Duques del Infantado era una nobleza nueva, como pago a los servicios prestados a la Corona de Castilla a los Señores de Mendoza. En los siglos XIV y XV. Con facultad de juzgar, potestad sobre los moradores, derechos tributarios, dominio sobre tierra y facultad de nombrar oficiales de justicia y administración concejil.

## Demografía
Iruraiz-Gauna cuenta con una población de 553 habitantes (INE 2024).
| Gráfica de evolución demográfica de Iruraiz-Gauna entre 1970 y 2021 |
| |
| Población de derecho según los censos de población del INE Población de hecho según los censos de población del INEEn 1966 aparece este municipio porque se fusionan los municipios Gauna y Iruraiz |

## Economía
Iruraiz-Gauna es un municipio eminentemente rural. En 1985, casi el 70 % de la población activa vivía del sector primario, de la agricultura y de la ganadería, si bien actualmente han desaparecido gran número de explotaciones y apenas existe relevo generacional para estas actividades, dados sus escasos rendimientos económicos. Los principales cultivos del municipio son la patata, la remolacha azucarera y los cereales (trigo, cebada, avena). En los últimos 5 años se ha iniciado con productos de huerta (espinacas, escarola). La ganadería tiene una importancia secundaria.
La mayoría de la población (sobre todo de menos de 50 años) trabaja en los servicios y en la industria, desplazándose a los municipios cercanos Salvatierra, Alegría de Álava y, especialmente, a Vitoria.
Como tantos municipios rurales de Álava, ha sufrido un despoblamiento muy significativo que en estos últimos 5 años tiende a cambiar. En 1930 su población alcanzó un máximo de 1100 habitantes. El progresivo descenso de población se hizo muy significativo entre 1960 y 1980 con una caída de los 1000 a los 400 habitantes. Esta caída de población fue motivada por la industrialización de Vitoria y la emigración de población a la vecina capital.
No ha habido un flujo inmigratorio muy significativo, por lo que la mayor parte de la población de Iruraiz-Gauna es natural del municipio o de la comarca de la Llanada.
Las poblaciones que componen el municipio son muy pequeñas. La más habitada de todas es Erenchun que ronda los 80 habitantes, seguida de cerca por Gauna con 64 y Alaiza 62. Guereñu y Langarica rondan los 45 habitantes. Por el contrario Jáuregui tiene empadronados 13 habitantes. La capital del municipio, Acilu, donde se encuentra el ayuntamiento, tiene sólo 24 habitantes.
La lengua de uso habitual en el municipio es el castellano. Antiguamente se hablaba el euskera, pero su uso se perdió en el pasado en una fecha incierta (probablemente a finales del siglo XVIII o principios del siglo XIX). En los últimos 25 años se ha recuperado parcialmente el uso del euskera gracias a su introducción en la enseñanza y a su carácter cooficial, por ello una parte de la población, especialmente en el sector más joven, es actualmente bilingüe.

## Administración y política

### Gobierno municipal
| Partido político                                              | 2015  | 2015       | 2011  | 2011       | 2007  | 2007       | 2003        | 2003        | 1999  | 1999       | 1995  | 1995       |
| Partido político                                              | %     | Concejales | %     | Concejales | %     | Concejales | %           | Concejales  | %     | Concejales | %     | Concejales |
| Euzko Alderdi Jeltzalea-Partido Nacionalista Vasco (EAJ-PNV)  | 45,49 | 3          | 41,22 | 3          | 61,05 | 5          | 64,07       | 5           | 35,12 | 3          | 47,26 | 4          |
| Euskal Herria Bildu (EH Bildu)-Bildu                          | 36,86 | 3          | 32,44 | 3          | —     | —          | —           | —           | —     | —          | —     | —          |
| Partido Popular del País Vasco (PP)                           | 12,94 | 1          | 16,03 | 1          | 26,02 | 2          | 23,81       | 2           | 26,45 | 2          | 18,14 | 1          |
| Partido Socialista de Euskadi-Euskadiko Ezkerra (PSE-EE PSOE) | —     | —          | 6,49  | 0          | 10,16 | 0          | 6,49        | 0           | —     | —          | —     | —          |
| Unidad Alavesa (UA)                                           | —     | —          | —     | —          | —     | —          | 1,73        | 0           | 8,26  | 0          | 14,35 | 1          |
| Euskal Herritarrok (EH)-Herri Batasuna (HB)                   | —     | —          | —     | —          | —     | —          | Ilegalizado | Ilegalizado | 26,86 | 2          | 14,35 | 1          |
| Eusko Alkartasuna (EA)                                        | —     | —          | —     | —          | —     | —          | —           | —           | 2,48  | 0          | —     | —          |

### Organización territorial
El municipio está compuesto por 11 pueblos de pequeño tamaño, que aunque agrupados administrativamente en un municipio común, constituyen a su vez 11 concejos, lo que les da cierta autonomía administrativa en temas como la gestión de las tierras comunes de cada concejo o aldea. Ninguno de los concejos que componen Iruraiz-Gauna supera los 100 habitantes.
La capital municipal se encuentra en el pueblo de Acilu, que es donde se ubica el Ayuntamiento.
| Concejos     | Nombre oficial | 2000 | 2005 | 2010 | 2015 | 2019 |
| ------------ | -------------- | ---- | ---- | ---- | ---- | ---- |
| Acilu        | Azilu          | 15   | 23   | 31   | 31   | 27   |
| Alaiza       | Alaitza        | 48   | 63   | 63   | 66   | 64   |
| Arrieta      | Arrieta        | 32   | 35   | 44   | 44   | 40   |
| Erenchun     | Erentxun       | 72   | 80   | 89   | 85   | 81   |
| Ezquerecocha | Ezkerekotxa    | 32   | 38   | 50   | 45   | 46   |
| Gaceo        | Gazeo          | 33   | 36   | 32   | 33   | 49   |
| Gauna        | Gauna          | 60   | 63   | 64   | 57   | 64   |
| Guereñu      | Gereñu         | 49   | 48   | 36   | 37   | 31   |
| Jáuregui     | Jauregi        | 13   | 13   | 11   | 10   | 8    |
| Langarica    | Langarika      | 48   | 43   | 43   | 35   | 34   |
| Trocóniz     | Trokoniz       | 20   | 36   | 48   | 66   | 73   |
| TOTAL        | TOTAL          | 431  | 478  | 511  | 509  | 517  |

## Patrimonio
Dentro del municipio de Iruraiz-Gauna se encuentran dos joyas singulares que permanecieron ocultas hasta fechas relativamente cercanas; las pinturas murales góticas de las iglesias de Gaceo y las pinturas de Alaiza.
- La Iglesia de San Martín de Tours en el pueblo de Gaceo data del siglo XIII. Las pinturas del ábside de la iglesia permanecieron ocultas hasta 1967 bajo capas de cal y un retablo barroco, lo que permitió mantenerlas en un excelente estado de conservación. Son pinturas de estilo gótico que muestran escenas de tipo religioso, con una función catequizadora.
- La Iglesia de Nuestra Señora de la Asunción de Alaiza mostró también sus pinturas ocultas al retirar el retablo que cubría el ábside. En esta iglesia la temática de las pinturas es diferente a la de Gaceo, ya que aparecen escenas de la vida medieval con guerreros, castillos, etc. Las pinturas, en peor estado de conservación que las de Gaceo, fueron restauradas por la Diputación Foral de Álava. Se considera que tienen menor valor artístico que las de Gaceo y son posteriores (siglo XIV), pero su temática les confiere un carácter más enigmático.